# Alessandro Da Lisca
Alessandro Da Lisca (Verona, 21 agosto 1868 – Verona, 18 ottobre 1947) è stato un ingegnere italiano, una tra le figure più importanti del primo Novecento veronese per l'azione di tutela che svolse, sia in vece di funzionario che di reggente, nella locale Soprintendenza ai Monumenti.

## Biografia

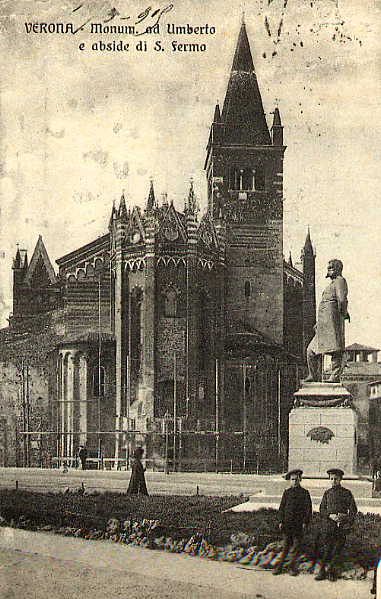
La chiesa di San Fermo Maggiore a inizio Novecento, alla fine dei lavori di liberazione delle absidi dirette da Alessandro Da Lisca.

Figlio del marchese Giovanni Da Lisca e di Noemi Sega, discendeva da una nobile famiglia di origine toscana. Si laureò in ingegneria presso l'Università di Padova nel 1893, iniziando quindi subito la professione e dedicandosi fin dal principio a lavori di restauro architettonico dei monumenti (si ricorda in particolare l'intervento alla chiesa di San Lorenzo a Verona), tematica di cui era appassionato. In giovane età partecipò alla redazione di una mostra di arte sacra a Torino, insieme a Luigi Simeoni, e iniziò a pubblicare gli esiti delle sue ricerche storico-artistiche su vari giornali locali.
Nel 1902 iniziò a lavorare presso l'Ufficio regionale per la tutela dei monumenti a Venezia, da cui ricevette l'incarico di direzione del cantiere di restauro della chiesa di Santa Maria Antica, dove diversi anni prima il Genio civile di Verona aveva iniziato alcuni contestati lavori di ripristino dell'assetto romanico dell'edificio, tramite l'eliminazione delle fasi più moderne. Già nel 1910 Da Lisca venne assegnato alla Regia Soprintendenza ai Monumenti di Verona, che diresse per alcuni anni come reggente senza però assumere mai il ruolo definitivo di dirigente, in quanto non riuscì a superare il relativo concorso, il quale annoverava tra i membri alcuni importanti teorici del restauro quali Camillo Boito e Alfredo D'Andrade, nonostante il sostegno di Carlo Cipolla.
Lavorò presso questo ente ininterrottamente fino al 1938, quando raggiunse il limite di età per il pensionamento, proseguendo successivamente l'attività di libero professionista. Morì il 18 ottobre 1947 e lasciò in eredità alla Biblioteca civica di Verona il proprio fondo bibliografico.

## Opere
Alessandro Da Lisca, ricordato dai contemporanei per la sua fama di studioso medievalista e di coscienzioso restauratore, diresse numerosi interventi su monumenti veronesi, perseguendo l'obiettivo che in quel periodo si erano dati i principali teorici del restauro, ovvero del ripristino dell'assetto originario degli edifici, divulgato a Verona in particolare da Camillo Boito.
Tra i suoi principali lavori vi fu la liberazione, tra il 1905 e il 1909, delle absidi della chiesa di San Fermo Maggiore, attuato tramite pesanti modifiche urbanistiche all'interno isolato che cinge l'edificio ecclesiastico. Nel 1913 recuperò l'assetto originario della chiesa delle Sante Teuteria e Tosca e concluse i lavori sulla facciata della chiesa di Santa Maria Antica, dove nel 1920 fece ripristinare anche alcuni finestroni e un rosone che erano venuti alla luce a seguito della caduta di lacerti di intonaco. Nel 1924 seguì gli importanti lavori di restauro della pieve di San Giorgio di Valpolicella, mentre tra il 1927 e il 1931 diresse un intervento di riordino del presbiterio della basilica di San Zeno, in modo da ricollocarvi la Pala di Andrea Mantegna, e nel 1936 il riordino di quello di Santo Stefano. Infine nel 1941, dopo aver lasciato la Soprintendenza ai Monumenti, diresse i lavori di restauro del presbiterio della basilica di Santa Anastasia, dove si scoprì un pregevole affresco trecentesco attribuito a Turone dallo storico dell'arte Wart Arslan.